# Ignata levis
Ignata levis is een vlinder uit de familie van de Lycaenidae. De wetenschappelijke naam van de soort werd als Thecla levis in 1907 gepubliceerd door Hamilton Herbert Druce.

## Synoniemen
- Ignata ignobilis Johnson, 1992